# Kloster Mileševa

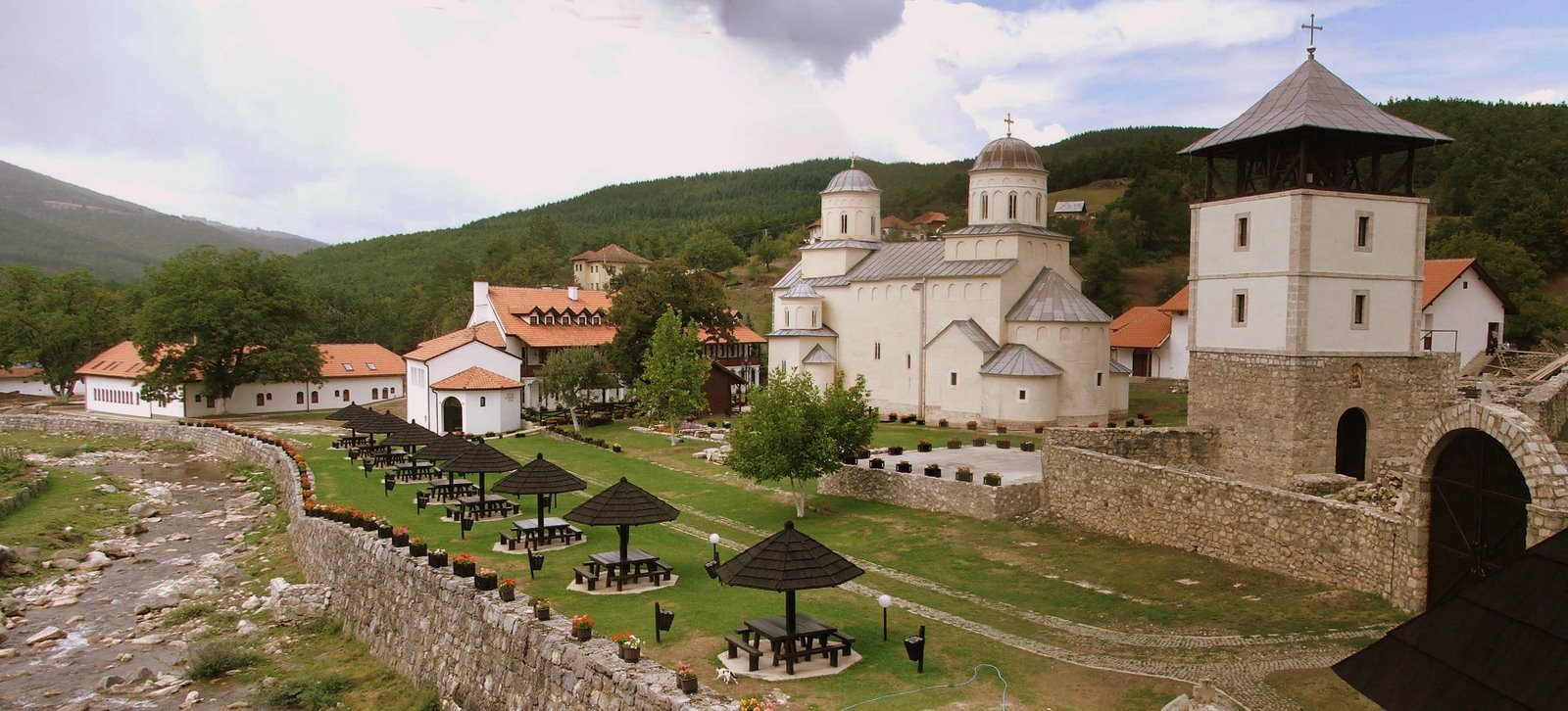
Das Kloster Mileševa (2007)

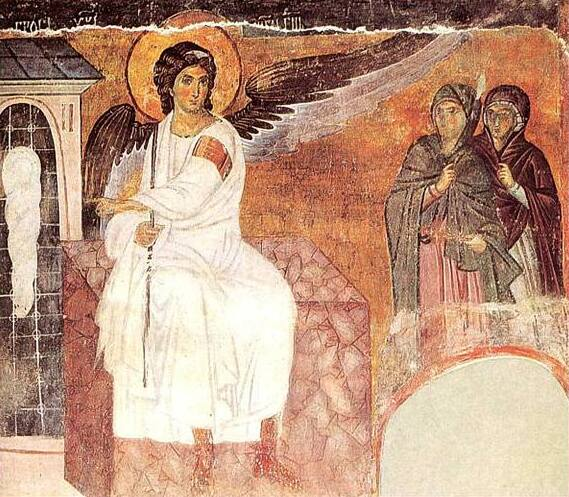
Beli Anđeo (Der „Weiße Engel“)

Mileševa (serbisch-kyrillisch Милешева) ist ein serbisch-orthodoxes Kloster im Mileševa-Tal im südwestserbischen Gebirgsland etwa fünf Kilometer östlich von Prijepolje.

## Geschichte
Der serbische König Stefan Vladislav ließ das Kloster in der ersten Hälfte des 13. Jahrhunderts erbauen. In der Klosterkirche liegt heute seine Grabstätte. Nach traditioneller Lehrmeinung ließ sich der bosnische König Tvrtko Kotromanić 1377 hier zum König von Serbien und des Küstenlandes krönen. Im 15. Jahrhundert dehnte Fürst Stjepan Vukčić Kosača sein Herrschaftsgebiet auch auf ehemals serbische Territorien aus, auf denen das Kloster lag. Im Jahr 1449 änderte Vukčić seinen sich im Vorjahr selbst verliehenen Herzogstitel in den eines Herzogs „vom Heiligen Sava“, benannt nach dem Heiligen dessen Gebeine damals im Kloster bestattet waren. Trotz der Berufung auf den serbischen Nationalheiligen blieb Vukčić religiös unbestimmt und tat dies um seine tatsächlichen Macht mit einem Titel zu schmücken und sich dem Verdacht zu entziehen ein Anhänger der Paterenen-Sekte zu sein.

## Kultur
Im Kloster befindet sich mit dem „Weißen Engel“ (Beli Anđeo) eine der bedeutendsten Fresken Serbiens. Zudem werden dort die Reliquie der linken Hand des Heiligen Sava gezeigt.